# Axel Sjöblom
Axel Sjöblom (17 dicembre 1882 – 10 ottobre 1951) è stato un ginnasta svedese.

## Palmarès

### Olimpiadi
- Oro a Londra 1908 nel concorso a squadre.